# Rubén Enrique Romano
Ruben Enrique Romano Scasso (Salto, Uruguay, 1925 - Montevideo, 2005) escritor, pintor y crítico uruguayo de cine y teatro.

## Biografía
Descendiente de inmigrantes italianos, con estudios de Derecho en la Universidad de la República, se desempeñó en Montevideo en diversas actividades culturales, haciendo durante años crítica de cine y teatro en el Semanario El Sol del Partido Socialista uruguayo y el Semanario Marcha, ambos de Montevideo.
Tuvo también actividades menos conocidas, como la pintura, y en literatura como cuentista.

## Obra
22 Cuentos fantásticos de la ciudad, la oficina y el campo 